# Palacete Chavantes

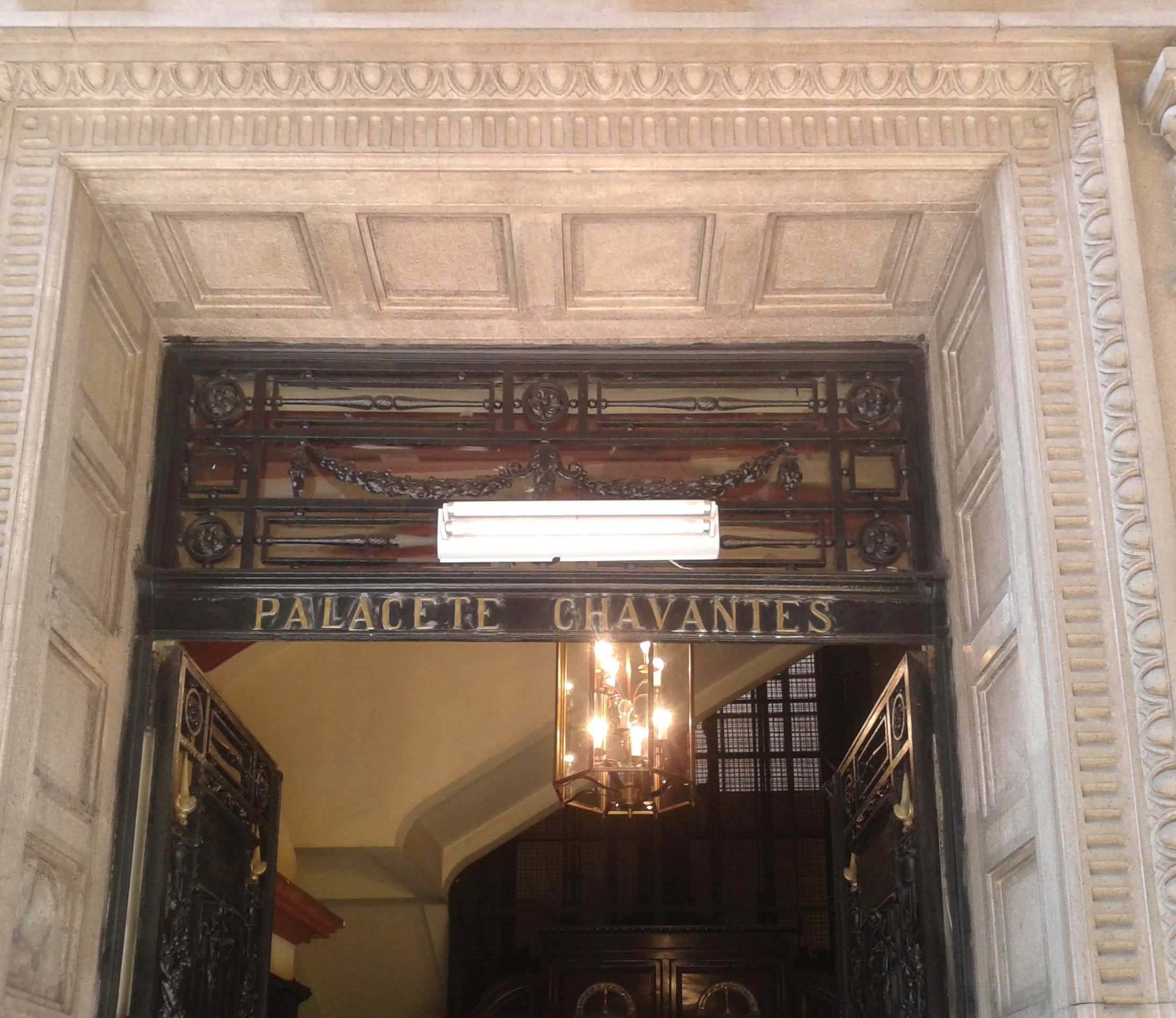
Entrada al Palacete Chavantes en São Paulo, Brasil.

El Palacete Chavantes, situado en la ciudad brasileña de São Paulo, en la rua Benjamin Constant, 171, fue proyectado por Alexandre Ribeiro Marcondes Machado, conocido también por su pseudónimo Juó Bananère, y Otávio Ferraz Sampaio, y encargado por un acaudalado hacendado del café del municipio de Chavantes, João Batista Mello de Peixoto.
De estilo historicista y ecléctico,  fue levantado entre 1926 y 1930, constando de diez pisos. Destacan en el pórtico de entrada algunos elementos decorativos y funcionales, como atlantes y una curiosa representación alegórica en altorrelieve de la recogida del café, en alusión a la ocupación del mecenas del edificio. Desde la década de los 40, se ha dedicado a actividades comerciales.